# Volvo YCC
Volvo YCC (англ. Your Concept Car — ваш концепт-кар) — концепт-кар 2004 года, созданный как воплощение желаний женщин-водителей. Для достижения такой цели компания Volvo собрала проектную группу, полностью состоящую из женщин-дизайнеров. На разных стадиях в проекте участвовали: Мария Видель Кристиансен (Maria Widell Christiansen), Эва-Лиза Андерссон (Eva-Lisa Andersson), Эльна Хольмберг (Elna Holmberg), Мария Уггла (Maria Uggla), Камилла Палмерц (Camilla Palmertz), Синтия Чарвик (Cynthia Charwick), Анна Розен (Anna Rosén), Лена Экелунд (Lena Ekelund), Татьяна Бутович-Тэмм (Tatiana Butovitsch Temm).
Автомобиль имеет двери в стиле крыло чайки, интерьер сделан таким образом, чтобы можно было менять цветовые схемы и текстуру по своему усмотрению. При нажатии кнопки на брелоке с ключами автоматически открывается ближайшая дверь, что очень удобно, если нести сумки с продуктами. На проколотых шинах можно доехать до дома (как на бронированном автомобиле), не меняя колесо в дороге. Автомобиль имеет гибридный двигатель мощностью 215 л. с.